# Эрвин, Иоахим

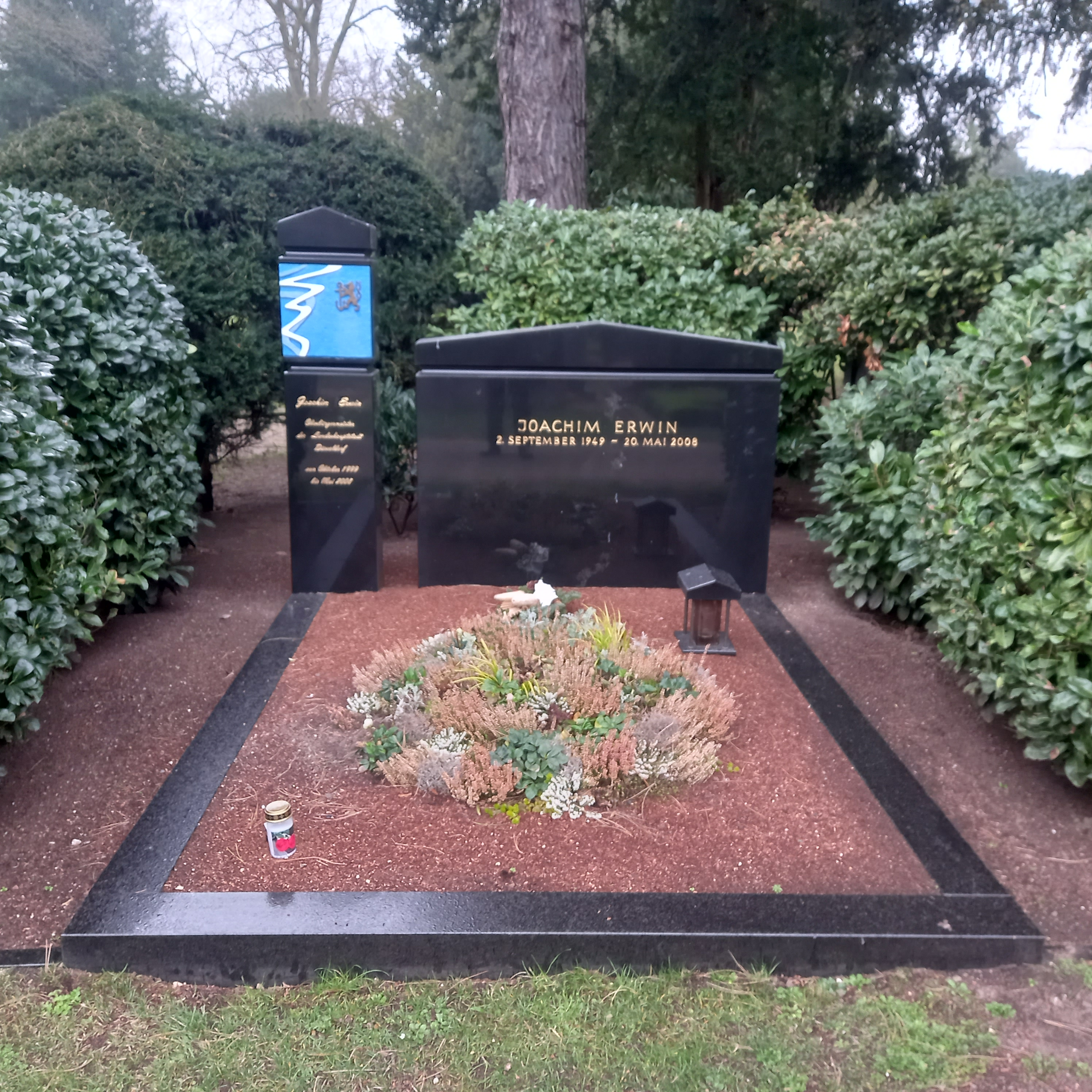
Могила Эрвина на Северном кладбище Дюссельдорфа

Иоахим Э́рвин (нем. Joachim Erwin) (* 2 сентября 1949 in Штадтрода, Тюрингия; † 20 мая 2008 Дюссельдорф) — немецкий юрист и региональный политик ХДС. С 1999 года и до своей смерти — мэр Дюссельдорфа.

## Биография
В возрасте трёх лет Эрвин с семьёй впервые приехал в Вупперталь, а в возрасте одиннадцати лет окончательно переехал в Дюссельдорф. В 1968 году он окончил гимназию имени Гумбольдта в Дюссельдорфе. Затем он изучал право, спорт и испанистику в Рурском университете Бохума. С 1976 года работал адвокатом в Дюссельдорфе. Будучи членом ХДС, являлся членом городского совета Дюссельдорфа с 1975 по 1988 год, затем членом парламента земли Северный Рейн-Вестфалия, а с 1994 года снова является членом городского совета. В 1998 году он был избран мэром города Дюссельдорф. После местных выборов 1999 года Эрвин стал мэром, сменив Мари-Луизу Смитс (мэр с 1994 по 1999 год). Эту должность он занимал до своей смерти.
Иоахим Эрвин умер 20 мая 2008 года в больнице Августа в Дюссельдорфе от рака толстой кишки, диагностированного в 2003 году. У него остались жена и двое взрослых детей, включая дочь Ангелу Эрвин (* 1980), которая была избрана в парламент земли Северный Рейн-Вестфалия в качестве прямого кандидата (избирательный округ Дюссельдорф III) на выборах в земле Северный Рейн-Вестфалия в 2017 году, и сын. Тело Эрвина было захоронено в могиле для почётных жителей города на кладбище Нордфридхоф в Дюссельдорфе.

## Прямые выборы мэра
В связи с изменением закона о местных выборах мэры, бургомистры и руководители округов в Северном Рейне-Вестфалии с 1999 года избираются напрямую, а не городским советом.
Когда Эрвин впервые баллотировался на пост мэра Дюссельдорфа на местных выборах 1999 года, новое положение уже действовало. Его оппонент от социал-демократов и предыдущий действующий депутат Мари-Луиза Смитс в течение пяти лет возглавляла первое красно-зеленое городское правительство традиционно христианско-демократического города Дюссельдорф. Эрвин получил 48,3% голосов в первом туре, Смитс — 45,3%. Он смог сохранить свое лидерство во втором туре, набрав 50,8% голосов, опередив Смитс, которая получил 49,2%. Эрвин стал первым напрямую избранным мэром Дюссельдорфа.

## Политик
На посту мэра Эрвин был высшим должностным лицом городской администрации и председателем городского совета, а также главного финансового комитета. Он также был председателем наблюдательного совета Messe Düsseldorf GmbH, футбольного клуба Fortuna Düsseldorf и административного совета Сберегательной кассы Дюссельдорфа, а также членом наблюдательного совета аэропорта Дюссельдорфа. С 1999 года его политика в Совете в значительной степени поддерживалась большинством ХДС и СвДП — иногда на основе коалиционного соглашения. Однако в большинстве случаев между сторонами не было формального соглашения о сотрудничестве, поэтому впервые в дебатах по поводу Дюссельдорфской аркады на станции Бильк в июле 2005 года не было достигнуто большинства голосов в совете. Однако в июне 2006 года этот проект был одобрен незначительным большинством голосов в ходе тайного голосования, и торговый комплекс открылся в сентябре 2008 года.
На местных выборах 2004 года Иоахим Эрвин был переизбран, набрав 50,4% голосов (явка избирателей составила 53,1%) в первом туре.
Во время своего второго срока он ввёл так называемый «Уличный статут Дюссельдорфа», отчасти весьма спорный нормативный акт для поддержания общественной безопасности и порядка в столице земли Дюссельдорфе (DStO).
За пределами Дюссельдорфа он стал известен благодаря в конечном итоге неудачным попыткам столицы земли Северный Рейн-Вестфалия провести чемпионат мира по футболу 2006 года и Олимпийские игры 2012 года.
При Эрвине Дюссельдорф был одним из немногих крупных городов Германии, который, с одной стороны — благодаря хорошему экономическому развитию и налоговым поступлениям — на протяжении многих лет имел сбалансированный бюджет, а с другой стороны — смог значительно сократить свой долг за счет приватизации. В частности, под руководством Эрвина город продал контрольный пакет акций муниципальной коммунальной компании Дюссельдорфа (компании EnBW), а также акции энергетической группы RWE. По мнению Эрвина и черно-желтого большинства совета, к концу 2006 года город должен быть свободен от долгов. 12 сентября 2007 года Эрвин объявил Дюссельдорф свободным от долгов. Однако сохранение этой свободы от долгов было поставлено под сомнение различными сторонами в последующие годы при его преемнике Дирке Элберсе.
После его смерти представители всех партий, а также местная пресса единодушно признали, что экономическое и городское развитие, а также возросшая репутация Дюссельдорфа в мире были одним из величайших достижений Эрвина, которому он был горячо предан вплоть до последних дней до своей смерти. Он смог вдохновить всемирно известных архитекторов, художников и компании на реализацию проектов в городе.
Ввиду приближающейся смерти Эрвин оставил «политическое наследие» гражданам и политикам города, которое было опубликовано посмертно на городском сайте.

## Обер-бургомистр-администратор
Поддержка Эрвином крупных строительных проектов, таких как арена LTU, Media Harbour (планирование уже было начато до его вступления в должность), Düsseldorf Arcaden и Kö-Bogen, привела к растущей поляризации общественности. Некоторые обвиняли его в мании величия, другие приветствовали его попытку превратить Дюссельдорф в процветающий деловой центр и центр притяжения туристов. В 2006 году был открыт Ледовый стадион (ISS Dome), также под эгидой Эрвина. Продажа большей части Stadtwerke Düsseldorf компании EnBW была особенно спорной, поскольку она произошла сразу после истечения срока действия противоположного референдума, в то время как готовился новый референдум. Однако в конечном итоге благодаря этой продаже Эрвин достиг своей цели — освободил город от долгов.
Эрвин часто был вовлечен в споры с правительством земли под руководством СДПГ (до мая 2005 года), правительством земли под руководством ХДС, а также начальником полиции Дюссельдорфа по вопросам безопасности и финансовой политики, что привлекало большое внимание СМИ. Его публичные выступления часто считались невыверенными. Его жесткие действия против палаточного лагеря группы цыган были столь же важны для горожан, как и спор вокруг Дюссельдорфской аркады и кладбища Гольцхайм, а также продажа площади Ян-Веллем-Плац. В обоих последних случаях Эрвин изначально пытался формально предотвратить проведение референдума. Хотя ему не удалось сделать это законным образом, он выиграл последующие голосования, поскольку не было достигнуто необходимого кворума.
В 2003 году во время пресс-конференции перед шестьюдесятью журналистами Эрвин назвал члена совета ПДС «сумасшедшим коммунистом». Это заявление было запрещено судом как клеветническая критика под угрозой штрафа после того, как он отклонил предложенное судом мировое соглашение. Последовавшая за этим критика судьи вызвала резкую критику со стороны Министерства юстиции Северного Рейна-Вестфалии.
В том же 2003 году стало известно, что Эрвин находится под следствием по подозрению в уклонении от уплаты налогов. Сумма незадекларированного дохода составила почти 90 000 евро. Однако расследование было прекращено из-за недостаточности подозрений. Сам Эрвин подозревал, что эта провокация была предвыборным маневром оппозиции.
В 2005 году его роль в продаже дворца Эллер страховой компании Провинциал оказалась спорной после того, как стало известно, что он входил в совет директоров компании. В центре внимания также была его кадровая политика, которую критиковали как фаворитизм.
Недостаточное участие граждан в принятии политических решений неоднократно подвергалось критике. Примерами этого являются продажа акций муниципальных коммунальных предприятий Дюссельдорфа и строительство комплексов Аркады и Кё-Богена. Другие, наоборот, особенно хвалили его экономическую и финансовую политику и высокий уровень инвестиций.
С 2005 года Эрвин являлся одним из заместителей председателя Немецкого союза городов.

## Сотрудничество с Россией
В бытность Иоахима Эрвина мэром Дюссельдорфа, активно развивались торгово-экономические и культурные связи с Россией, и особенно с Москвой, как городом, в то время бывшим побратимом Дюссельдорфа.

## Съёмки в кино и на телевидении
В эпизоде «Похищенный» сериала Спецотряд «Кобра 11» (серия 166, сезон 20) Иоахим Эрвин сыграл роль адвоката; В 2006 году он сыграл самого себя в ежедневной мыльной опере «Запретная любовь». В фильме «Прекрасная стерва» он сыграл кассира в супермаркете.

## Память
В 2017 году часть перепроектированной площади Яна Веллема рядом с восточным из двух зданий Либескинда в комплексе Кё-Боген была названа в честь Эрвина площадью Иоахима Эрвина. Проект Кё-Боген был тем проектом, который он отстаивал во время своего пребывания у власти.